# Terrier Tomahawk
Terrier Tomahawk ist die Bezeichnung einer Höhenforschungsrakete, bestehend aus einer Startstufe vom Typ Terrier und einer Oberstufe vom Typ Tomahawk. Die Terrier Tomahawk hat eine Länge von 9 Metern, einen Startschub von 258 kN, eine Startmasse von 1,1 Tonnen und eine Gipfelhöhe von 300 Kilometern.
Die Terrier Orion wurde von 1964 bis 1980 verwendet.